# Harry Bresslau
Harry Bresslau (ur. 22 marca 1848 w Dannenbergu, zm. 27 października 1926 w Heidelbergu) – niemiecki historyk mediewista i dyplomatyk.
Doktorat uzyskał w 1869 na Uniwersytecie w Getyndze. Habilitował się w Berlinie w 1872, a w 1877  został tam profesorem. W 1890 został powołany do Strasburga gdzie pracował do 1912. W 1918 został zmuszony do wyjazdu ze Strasburga, ostatnie lata życia spędził najpierw w Hamburgu, a następnie w Heidelbergu. 

## Wybrane publikacje
- Zur Judenfrage: Sendschreiben an Herrn Prof. Dr. Heinrich von Treitschke. 2. Auflage mit einem Nachwort. Ferdinand Dümmlers Verlagsbuchh., Harrwitz & Gossmann, Berlin 1880.
- Handbuch der Urkundenlehre für Deutschland und Italien. 2 Bände, Berlin u. a. 1912 (Nachdruck der 2. Auflage. Leipzig 1968–1969).
- Die Werke Wipos. Hrsg. Harry Breßlau, Hannover 1915.
- Über die Verfassung des Deutschen Reiches von Severinus von Monzambano (Samuel von Pufendorf). Verdeutscht und eingeleitet von H. Breßlau.  R. Hobbing, Berlin 1922.
- Geschichte der Monumenta Germaniae historica. Im Auftrag ihrer Zentraldirektion, Hahnsche Buchhandlung, Hannover 1921.